# Calypte
Calypte es un género de aves apodiformes de la familia Trochilidae —los colibríes—, que agrupa a apenas dos especies nativas de América del Norte, cuyas áreas de distribución se encuentran en la vertiente del Pacifíco entre el suroeste de Canadá, oeste de Estados Unidos, hasta el centro oeste de México. A sus miembros se les conoce por el nombre común de colibríes.

## Taxonomía
El género Calypte fue propuesto por el ornitólogo británico John Gould en  1856; la especie tipo subsecuentemente designada fue Ornismya costae, actual Calypte costae.

### Etimología
El nombre genérico femenino «Calypte» no tuvo su origen definida por el autor, probablemente deriva del griego «kaluptrē», un velo femenino o vestimenta de la cabeza, en referencia a la corona púrpura-violeta iridiscente y a la gorguera alargada del macho de C. costae.

## Lista de especies
Según las clasificaciones del Congreso Ornitológico Internacional (IOC) y Clements Checklist/eBird, el género agrupa a las siguientes especies con el respectivo nombre popular de acuerdo con la Sociedad Española de Ornitología (SEO):
| Imagen | Nombre científico | Autor            | Nombre común     | Estado de conservación | Distribución |
| ------ | ----------------- | ---------------- | ---------------- | ---------------------- | ------------ |
|        | Calypte anna      | (Lesson), 1829   | colibrí de Ana   | LC                     |              |
|        | Calypte costae    | (Bourcier), 1839 | colibrí de Costa | LC                     |              |